# Veikko Aleksanteri Heiskanen
Veikko Aleksanteri Heiskanen, né le 23 juillet 1895 à Kangaslampi et décédé le 23 octobre 1971 à Helsinki, est un géodésiste finlandais.

## Biographie
Il est surtout célèbre pour son perfectionnement de la théorie de l'isostasie de George Airy et pour ses études du géoïde.

### Carrière universitaire
- 1931–1949 : professeur de géodésie à l'université technologique d'Helsinki
- 1933–1936 : membre du Eduskunta
- 1949–1961 : directeur de l'Institut finlandais de géodésie (en)
- 1951–1961 : professeur-chercheur à l'université d'État de l'Ohio

### Engagement
- 1933–1947 : président de la Suomalaisuuden Liitto
- 1955–1956 : président de la Suomalaisuuden Liitto